# Parancistrocerus sulcatus
Parancistrocerus sulcatus är en stekelart som beskrevs av Giordani Soika 1995. Parancistrocerus sulcatus ingår i släktet Parancistrocerus och familjen Eumenidae. Inga underarter finns listade i Catalogue of Life.